# Sjoukje Dijkstra
Sjoukje Rosalinde Dijkstra, född 28 januari 1942 i Akkrum nära Heerenveen i Friesland, död 2 maj 2024 i Someren i Noord-Brabant, var en nederländsk konståkare.
Dijkstra blev olympisk guldmedaljör i konståkning vid vinterspelen 1964 i Innsbruck.